# 安倍宗貞
安倍 宗貞（あべ むねさだ）は、戦国時代の武将。

## 経歴・人物
武田信玄に仕え、永禄5年（1562年）武田勝頼が信濃高遠城主となると、宗貞は勝頼の近臣となった。天正7年（1579年）春日信達に代わり信濃川中島城代となり周辺4郡の支配を担当する。天正9年（1581年）12月、甲斐に戻り、勝頼の奉行衆となる。天正10年（1582年）3月、織田信長の甲州征伐で最後まで勝頼に従い、田野にて自刃し勝頼に殉じた。